# Akçaabat Sebatspor
Akçaabat Sebatspor is een voetbalclub opgericht in 1923 te Akçaabat, Turkije. De voetbalclub speelt in het rood-wit. De thuisbasis is het Akçaabat Fatih Stadion.
Turkije is opgedeeld in 81 provincies. De hoofdsteden van de provincies zijn vernoemd naar de provincie zelf (zo is de hoofdstad van Trabzon, Trabzon). Binnen deze provincies kent men verschillende districten. Akçaabat is een district van de provincie Trabzon, vandaar ook dat vaak wordt gezegd dat Akçaabat Sebatspor uit Trabzon komt. Akçaabat Sebatspor is daarmee slechts een van de drie voetbalclubs die in de Süper Lig hebben gevoetbald, die uit een district anders dan de provinciehoofdstad komt. Akçaabat Sebatspor heeft twee jaar gevoetbald in de Süper Lig. In het seizoen 2003/2004 werden ze 13e. In het seizoen 2004/2005 werden ze met slechts drie overwinningen 18e, waardoor ze degradeerden naar Türkiye Futbol Federasyonu 1. Lig.

## Gespeelde divisies
- Süper Lig: 2003-05
- 1. Lig: 1978-91, 1992-93, 2000-03, 2005-07
- 2. Lig: 1970-78, 1991-92, 1993-00, 2007-11
- 3. Lig: 2011-12
- Regionale Amateurreeksen: 2012-

## Bekende (Ex-)Spelers
- Yasin Karaca
- Oktay Derelioğlu
- Şenol Güneş
- Serdar Özkan
- Yusuf Şimşek
- Antti Sumiala
- Ogün Temizkanoğlu